# Telmatoscopus daedalus
Telmatoscopus daedalus és una espècie d'insecte dípter pertanyent a la família dels psicòdids.

## Descripció
- Mascle: ulls separats per una distància equivalent a gairebé tres facetes; presència de sutura interocular; front recobert de pèls; antenes de 16 artells; ales d'1,55 mm de llargària i 0,6 d'amplada, amb clapes marrons, la vena subcostal llarga (la qual acaba més enllà de la base de R2+3), cel·la basal llarga, base de R5 al mateix nivell que la base de R2+3, R5 acaba una mica més enllà de l'àpex (arrodonit) de l'ala.
- Femella: similar al mascle, però amb els ulls separats per una distància igual a quasi quatre facetes; placa subgenital rectangular amb un parell de lòbuls ben desenvolupats; antenes de 0,9 mm de longitud i ales d'1,6 de llargada i 0,65 d'amplada.
- Està estretament relacionada amb Telmatoscopus maculatus i T. maculoides per les taques alars i els trets cefàlics i genitals.[3]

## Distribució geogràfica
Es troba a la Micronèsia: la república de Palau (les illes Carolines).